# 胡佩清
胡佩清（1934年8月—），男，汉族，浙江温州人，中国水文地质学家，曾任北京工业大学教授、博士生导师。